# Diostracus clavatus
Diostracus clavatus är en tvåvingeart som beskrevs av Zhu, Yang och Hayashi 2007. Diostracus clavatus ingår i släktet Diostracus och familjen styltflugor. Inga underarter finns listade i Catalogue of Life.